# 德国的可再生能源
德国的可再生能源主要基于风能和生物质，外加太阳能和水力。德国电力行业的可再生能源的净發电量从2000年的6.3％增加到2014年的约30％。在2014年上半年，风能，沼气和太阳能发电量总和首次超过褐煤的净发电量的一大部分。在2016年5月15日星期日14:00时，可再生能源提供了几乎所有的国内电力需求。
虽然2014年4月风力发电和太阳能组合的峰值发电量达到74％的历史最高水平 ，但风力发电量在2014年12月12日达到最高峰，达到562GWh。德国被称为“世界第一大可再生能源经济”。
超过23,000台风力发动机和140万个太阳能光伏系统分布在全国各地的357,000平方公里面积上。截至2011年，德国联邦政府正在制定一项增加可再生能源商业化的新计划，特别关注海上风电场。一个主要的挑战是发展足够的电力网络能力，将北海生产的电力传输给该国南部的大型工业消费者。截止2021年底，德国光伏的安装容量为58GW（占比26%），而风能的安装容量则达到了64GW（占比28%）。2021年，德国在世界光伏市场上的排名保持不变，位列第6名。同时，它依然是欧洲最大的光伏市场。
根据官方数字，2010年可再生能源行业雇用了370,000人，特别是在中小型公司。与2009年（约339,500个工作）相比，这一数字增加了约8％，并且是2004年（160,500）的两倍多。 其中约三分之二的工作被归功于德国可再生能源法案。
德国能源转型，指出了2011年能源政策的重大变化。这一术语包括政策从需求到供应的重新定位，以及从集中式向分布式发电（Distributed Generation）的转变（例如，在非常小的热电联产单位生产热能和电力），应该用节能措施和提高效率取代过度生产和可避免的能源消耗。

## 目标
自1997年颁布《可再生能源指令》以来，德国和欧盟其他成员国一直在努力实现在2010年达成让可再生能源占电力的12%的目标。德国已于2007年超额完成了这一目标，当时其可再生能源占电力消耗比例已经达到了14%。2010年9月，德国政府宣布了雄心勃勃的能源目标 。在2013年大选之后，新的联合政府（由基民盟/基社盟和社民党组成）继续实施能源转型，仅对联合协议中的目标进行了微小的修改。这些目标包括可再生能源的：
| 目标                     | 2015  | 2020 | 2030 | 2040 | 2050 |
| ------------------------ | ----- | ---- | ---- | ---- | ---- |
| 占最终能源消费总量的份额 | 14.9% | 18%  | 30%  | 45%  | 60%  |
| 占总用电量的份额         | 31.6% | ≥35% | ≥50% | ≥65% | ≥80% |
| 热量消耗的份额           | 13.2% | 14%  | N/A  | N/A  | N/A  |
| 运输业所占份额           | 5.2%  | 10%  | N/A  | N/A  | N/A  |

在2011年，德国政府报告称，可再生能源（主要是风力涡轮机和生物质发电厂）发电超过123 TWh，占该国提供的总电力的近20％。到2012年，所有可再生能源发电量占总发电量比例达到21.9％，其中风力涡轮机和光伏发电占总量的11.9％。
截至2017年，德国可再生能源占净电力生产的38％。与2016年同期相比，来自可再生能源的能源生产从182 TWh增加到了210 TWh。这是太阳能和风能成为德国能源最大来源的第一年。核电站的电力生产由于维护作业下降了10％。硬煤使用量减少了16％，而从褐煤生产的电力保持在类似水平，天然气消耗量则增加了2.6 TWh。
德国可再生能源的使用也遭受到了批评。2017年一项平衡表显示，尽管2016年的排放量比1990年降低了28％，但该国可能无法实现其2020年将排放量降低40％的目标，除非其进行“惊人的”额外努力。德国可能无法实现其2020年目标的一个重要原因是该国的电力出口近年来一直在增长，超过法国成为欧洲最大的电力出口国。最近的一项研究计算出，德国出口的电力相当于7 GW褐煤发电的年产量 ，而在此过程中产生了59百万吨的二氧化碳排放，约占其2020年减排目标的一半。尽管德国国内的煤制电所占比例一直在逐年下降，但因该国在2023年初彻底关闭了所有核电站，仅用可再生能源替代基础负载燃料的难度很大。
2019年7月，弗劳恩霍夫太阳能系统研究所（ISE）发布的数据显示，可再生能源首次在德国提供的电力量上超过了煤炭和核能的总和。太阳能、风能、生物质能和水力发电产生了近一半的电力输出。随着太阳能和风能的使用量增加，负电价出现的次数也增加了。太阳能和风能具有较低的边际成本，当需求和价格低时，其他燃料成本较高的生产源就变得不那么具有竞争力。在德国的新冠疫情期间，太阳能发电量偶尔达到32吉瓦。太阳能、风能和其他可再生能源在某些时段占据了德国电力的78%。

## 初级能源消耗
截至2015年，德国的初级能源消费量为13,218皮焦耳或3,672太瓦时，也是指国家使用的总能源。按部门划分的最终可再生能源消费及其相对份额如下：
电力部门，可再生能源消耗占31.5%（187.364 GWh）
供暖部门，可再生能源消耗占13.3%（158.662 GWh）
交通部门，可再生能源消耗占5.3%（33.611 GWh）
截至2015年底，可再生能源，如生物质、沼气、生物燃料、水力、风能和太阳能，占全国一次能源消费的12.4%，与2004年相比增加了一倍多，当时可再生能源只占4.5%。
尽管 "能源 "和 "电力 "这两个词经常互换使用，但它们不应该相互混淆，因为电力只是能源的一种形式，并没有考虑到内燃机和供热锅炉所消耗的能源，这些能源用于车辆运输和建筑物的供暖。

## 可再生能源类型
2016年，出版了一本德国可再生能源目的地的旅游指南。

### 风能
在2013年，风力发电总共产生了53.4 TWh的电力，新的装机容量超过3.2 GW接入了电网。截至2011年，该国的风力发电装机容量已经达到29,075兆瓦（MW），约占总装机容量的8％。根据EWEA的数据，在正常的风年，德国的风力装机容量可以满足2011年底德国电力需求的10.6％以及2010年底德国电力需求的9.3％。
德国目前拥有超过21,607个风力涡轮机，并且正计划建造更多风电项目。截至2011年，德国联邦政府正在制定一项新计划，以增加可再生能源的商业化，特别关注离岸风电场。然而，开发足够的电网将北海产生的电力传输到德国南部的大型工业用户仍然是一个主要挑战。因此，2016年，德国决定从2017年起采用拍卖方式代替定价。

### 生物质
德国的生物质供应主要来自农业和木材。据称，德国木材产量的40％用于生产生物质原料。此外，德国联邦林业和林产品研究中心称还有储备可以帮助扩大林业在生物质生产中的份额。农业方面，则主要通过油菜籽油来生产生物柴油和制作生产生物气的基质。
生物质是德国最重要的可再生能源之一，被广泛用于生产生物气和生物燃料。2010年，生物质占可再生电力产量的30％，占所有可再生能源的70％，其中以木材为主要来源。
德国已承诺在2014年将石油中的生物燃料掺混比例提高到6.25％。此外，德国还制定了生物燃料定额法案，其中生物燃料配额在2015年1月已被温室气体减排配额所取代。这一配额比例也在2020年提高到7%。

### 光伏太阳能
截至2012年7月，德国累计安装的光伏太阳能发电容量达到29.7吉瓦。2011年，光伏太阳能发电提供了18兆瓦时的电力，占总电力需求的3%。随着太阳能装机量的迅速增加，2012年上半年，约有5.3%的总电力需求由太阳能提供。2012年5月25日，德国太阳能发电量创下了新的纪录，向电网供应了22吉瓦的电力，相当于20座核电站的总发电量。这一跃升到20吉瓦以上的水平，归功于全国范围内的增加装机容量和良好的天气条件，并在正午时段弥补了国家一半的电力需求。2012年，德国也是光伏太阳能市场最大的增长市场，新增接入系统容量达到7.6吉瓦。一些市场分析师预计，到2050年，太阳能电力的占比可能达到25%。自2006年以来，光伏系统的价格已经下降了50%以上。德国在2023年的第一个季度新增了超过2.6吉瓦的光伏太阳能容量。

### 水力發電
2007年德国水力發電部门有约9,400人就业，总营业额达到了12.3亿欧元。截至2020年6月，德国拥有7,254座水力發電站，较前一年增长了0.4%。

## 参看
- 德国可再生能源法案（英语：German Renewable Energy Sources Act）
- 德国能源转型（英语：Energiewende in Germany）
- 德国风力发电
- 歐盟的再生能源
- 可再生能源商业化